# Sumbiarhólmur
Sumbiarhólmur är en ö i Färöarna (Kungariket Danmark).   Den ligger i sýslan Suðuroyar sýsla, i den södra delen av landet, 70 km söder om huvudstaden Tórshavn.
Terrängen på Sumbiarhólmur är mycket platt.